# الکساندروفکا (استان آمور)
الکساندروفکا (به لاتین: Alexandrovka) یک منطقهٔ مسکونی در روسیه است که در استان آمور واقع شده‌است.